# Taiwannuculana nigromaculata
Taiwannuculana nigromaculata is een tweekleppigensoort uit de familie van de Malletiidae. De wetenschappelijke naam van de soort is voor het eerst geldig gepubliceerd in 1983 door Okutani.